# 160-ті до н. е.

## Події
- Парфія: правління царя Мітрідата І;
- Зник Стародавній Епір
- 169 до н. е. — Шоста Сирійська війна